# Glomeris prominens
Glomeris prominens är en mångfotingart som beskrevs av Carl Graf Attems 1903. Glomeris prominens ingår i släktet Glomeris och familjen klotdubbelfotingar. Utöver nominatformen finns också underarten G. p. reunita.